# Sandrine Chiotti-Palmer
Pour les articles homonymes, voir Palmer.
Sandrine Chiotti-Palmer (née le 6 octobre 1963 au Havre) est une joueuse française de basket-ball.

## Biographie
Elle connaît sa première sélection en équipe de France le 21 avril 1988 à Orléans contre Israël. Sa carrière internationale, avec 33 sélections, s'achève le 21 juillet 1989 à Casablanca contre le Sénégal.
Elle est mariée au joueur de basket-ball Crawford Palmer.